# Centro Natación Helios (pallacanestro)
Il Centro Natación Helios è una società cestistica avente sede a Saragozza, in Spagna. Fondata nel 1935, ha partecipato alla Liga Española de Baloncesto fino al 1981, quando si fuse con il Club Baloncesto Zaragoza, mantenendo comunque il nome per l'attività giovanile.

## Formazioni
- Centro Natación Helios 1979-1980
- Centro Natación Helios 1980-1981